# Argentona Bocs 2018
Questa voce raccoglie le informazioni riguardanti gli Argentona Bocs nelle competizioni ufficiali della stagione 2018.

## XXX LCFA Senior

### Stagione regolare
| 26 novembre 2017, ore 17:00 | Salt Falcons /Vall d'Aro Senglars | 15 – 20 referto | Argentona Bocs |  |

| 16 dicembre 2017, ore 15:00 | Barcelona Pagesos | 0 – 47 referto | Argentona Bocs |  |

| 14 gennaio 2018, ore 12:30 | Terrassa Reds | 20 – 0 referto | Argentona Bocs |  |

| 28 gennaio 2018, ore 17:00 | Argentona Bocs | 35 – 19 referto | Barcelona Búfals |  |

| 11 febbraio 2018, ore 17:00 | Argentona Bocs | 20 – 14 referto | Barberá Rookies |  |

| 25 febbraio 2018, ore 17:00 | Argentona Bocs | 14 – 34 referto | Barcelona Uroloki |  |

| 18 marzo 2018, ore 11:30 | Vilafranca Eagles | 0 – 47 referto | Argentona Bocs |  |

### Playoff
| 8 aprile 2018, ore 17:00 | Argentona Bocs | 13 – 20 | Barberá Rookies |  |

## Statistiche di squadra
| Competizione      | %Vittorie | In casa | In casa | In casa | In casa | In casa | In casa | In trasferta | In trasferta | In trasferta | In trasferta | In trasferta | In trasferta | Totale | Totale | Totale | Totale | Totale | Totale |
| Competizione      | %Vittorie | G       | V       | N       | P       | Pf      | Ps      | G            | V            | N            | P            | Pf           | Ps           | G      | V      | N      | P      | Pf     | Ps     |
| ----------------- | --------- | ------- | ------- | ------- | ------- | ------- | ------- | ------------ | ------------ | ------------ | ------------ | ------------ | ------------ | ------ | ------ | ------ | ------ | ------ | ------ |
| Stagione regolare | .714      | 3       | 2       | 0       | 1       | 69      | 67      | 4            | 3            | 0            | 1            | 114          | 35           | 7      | 5      | 0      | 2      | 183    | 102    |
| Stagione regolare | .000      | 1       | 0       | 0       | 1       | 13      | 20      | 0            | 0            | 0            | 0            | 0            | 0            | 1      | 0      | 0      | 1      | 13     | 20     |
| Totale            | .625      | 4       | 2       | 0       | 2       | 82      | 87      | 4            | 3            | 0            | 1            | 114          | 35           | 8      | 5      | 0      | 3      | 196    | 122    |